# Relleu
Relleu – gmina w Hiszpanii, w prowincji Alicante, we wspólnocie autonomicznej Walencja, o powierzchni 76,87 km². W 2011 roku liczyła 1342 mieszkańców.